# Richard Abé
Richard Abé (* 15. August 1840 in Elberfeld; † 17. September 1919 in Annen) war ein deutscher Stahlformgießer. Er war Betriebsleiter und technischer Direktor des Kruppschen Stahlwerks.

## Leben
Richard Abé war der Sohn des Kattunwebers Johannes Abé und war nach der Schulausbildung zunächst als Ingenieur tätig. 1872 wurde er Betriebsingenieur in der Firma Stein & Co. in Annen und wirkte im firmeneigenen Stahlwerk, dessen neuer Besitzer später der Fabrikant F. Asthöwer wurde. 1886 wurde das Stahlwerk Asthöwer & Co. von Alfred Krupp übernommen und Abé übernahm dessen technische Leitung. Als erfolgreicher Stahlformgießer erlangte er bleibende Bedeutung.